# Vetkuif

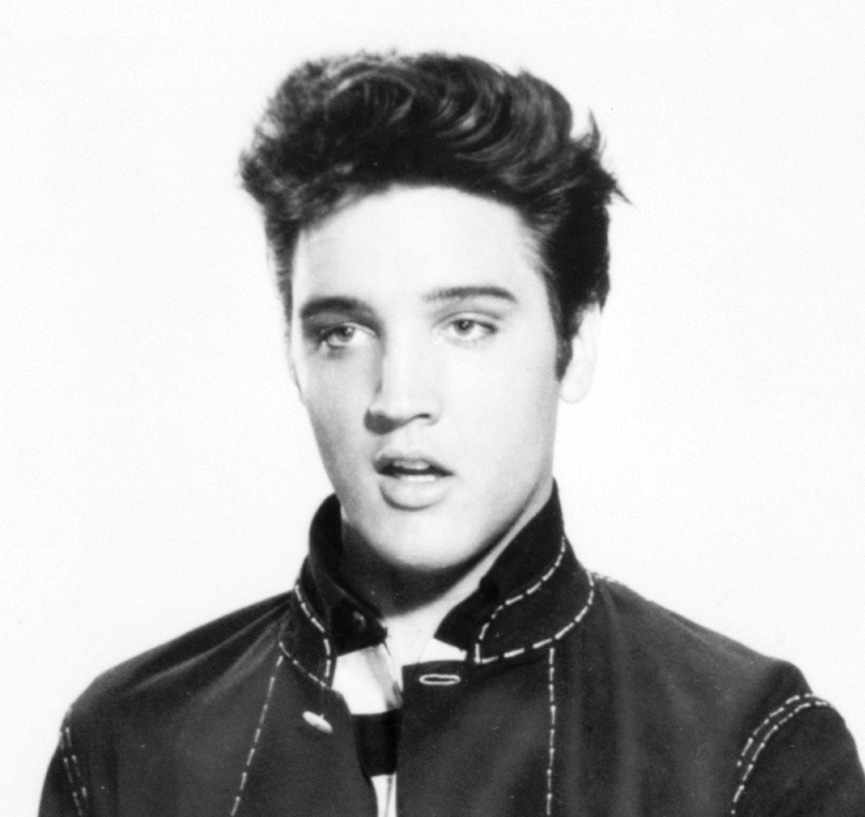
De jonge Elvis met vetkuif

Een vetkuif was een haardracht die eind jaren vijftig en begin van de jaren zestig zeer populair was. Hierbij werd het lange haar boven op het hoofd naar voren en omhoog gekamd, soms met een losse krul op het voorhoofd. Bekende artiesten zoals Elvis Presley en anderen speelden hierbij als voorbeeld een belangrijk rol. De vetkuif gold als standaardhaardracht voor nozems, maar is ook vandaag nog onder rock-'n-roll-liefhebbers aan te treffen.
De vetkuif werd soms in model gebracht door forse hoeveelheden Brylcreem, waarbij het van belang was een zogeheten kippekontje (aan de achterzijde tegen elkaar in gekamd haar) te creëren. Een beter resultaat wordt echter verkregen met zogenaamde pomades op basis van vaseline en bijenwas. Dragers van dit kapsel zijn dan ook veelvuldig met de kam (en spiegel) in de weer, wat een essentieel onderdeel uitmaakt van de coolativity van dit kapsel en bijbehorende levensstijl.
Het woord vetkuif is ook overgegaan op de dragers ervan. Met vetkuiven worden in dit verband ook nozems bedoeld.
Het kapsel staat ook bekend als een pompadour, naar Madame de Pompadour, die deze haarstijl ook droeg.

## Trivia
- In de film Grease figureren volop vetkuiven en ook Johnnie Flodder uit de Nederlandse televisieserie en -films heeft er een.
- Door de forse hoeveelheden gel ontstond het kappersmopje "knippen of olie verversen?".